# سینتیا کرول
سینتیا کرول (انگلیسی: Cynthia Carroll؛ زادهٔ ۱۳ نوامبر ۱۹۵۶) یک کارآفرین اهل ایالات متحده آمریکا است. وی مدیر عامل اجرایی انگلو امریکن می‌باشد.